# Cauley Woodrow
Cauley Woodrow, né le 2 décembre 1994 à Hemel Hempstead, est un footballeur anglais qui évolue au poste d'attaquant aux Blackburn Rovers, en prêt de Luton Town.

## Biographie

### En club
Issu du centre de formation du club de Luton Town, Cauley Woodrow rejoint Fulham en 2011.
Le 2 septembre 2013, il est prêté pour un mois à Southend United, club de D4 anglaise. Plusieurs fois prolongé, son prêt prend fin en janvier 2014. Woodrow marque 4 buts en 22 matchs avec les Shrimpers.
Le 8 mars 2014, il prend part à son premier match de Premier League en étant titularisé à Cardiff (défaite 3-1 des Cottagers). 
Deux mois plus tard, Woodrow inscrit son premier but en championnat contre Crystal Palace.
Le 27 janvier 2017, Woodrow est prêté à Burton Albion jusqu'à la fin de la saison.
Le 17 août 2017, il est prêté pour une saison à Bristol City. Il inscrit deux buts en quinze matchs avec de réintégrer l'effectif des Cottagers à l'issue de la saison.
Le 24 août 2018, Woodrow est prêté au Barnsley FC jusqu'au mois de janvier 2019. Ce prêt est assorti d'une option d'achat obligatoire. Après avoir inscrit sept buts en quatorze matchs, il s'engage comme prévu pour deux ans et demi avec Barnsley le 3 janvier 2019.
Le 21 juin 2022, il rejoint Luton Town.

### En sélection
Sélectionné à trois reprises avec équipe d'Angleterre  des moins de 17 ans en 2011 (un but), Woodrow est sélectionné par Gareth Southgate pour participer au Tournoi de Toulon en 2014.

## Palmarès

### En club
- Barnsley FC
  - Vice-champion d'Angleterre de D3 en 2019.

### En sélection nationale
- Angleterre espoirs
  - Vainqueur du Tournoi de Toulon en 2016.